# Гарция де Медичи
Гарцѝя де Мèдичи (на италиански: Garzia de' Medici; * 5 юли 1547, Флоренция, Флорентинско херцогство; † 6 декември 1562, Пиза, Флорентинско херцогство) е принц от Флорентинското херцогство.

## Произход
Той е 8-то дете и 4-ти син на великия херцог на Тоскана Козимо I де Медичи (1519 – 1574) и 7-то от съпругата му Елеонора ди Толедо (1522 – 1562). Родителите избират испанско име Гарсия, италианизирано на Гарция, като почит към брата на Елеонора Гарсия Алварес де Толедо и Осорио, 4-ти маркиз на Вилафранка дел Биерсо, първи херцог на Ферандина и първи принц на Монталбано в Неаполитанското кралство, вицекрал на Сицилия и вицекрал на Каталония, както и към прапрадядо ѝ испанския гранд Гарсия Алварес де Толедо и Карило, 1-ви херцог на Алба. Негови дядо и баба по бащина линия са известният кондотиер Джовани дале Банде Нере и Мария Салвиати, флорентинска благородничка от фамилията Салвиати – една от най-влиятелните във Флорентинската република, а по бащина – дон Педро Алварес де Толедо и Сунига, испански вицекрал на Неапол, и доня Мария Осорио и Пиментел, маркиза на Вилафранка дел Биерсо. Има шест братя и четири сестри:
- Мария Лукреция (1540 – 1557), принцеса
- Франческо I (1541 – 1587), 2-ри Велик херцог на Тоскана
- Изабела (1542 – 1576), херцогиня на Брачано като съпруга на Паоло Джордано I Орсини
- Джовани (1543 – 1562), епископ на Пиза и кардинал от 31 януари 1560 г.
- Лукреция (1544 или 1545 – 1561), херцогиня на Ферара, Модена и Реджо като съпруга (1560) на Алфонсо II д’Есте
- Пиеро (Педрико) (1546 – 1547), принц
- Антонио (1548 – 1548), принц
- Фердинандо I (1549 – 1609), кардинал от 1562 г., след смъртта на брат си Франческо I става 3-ти Велик херцог на Тоскана (1587)
- Анна (1533 – 1553), принцеса
- Пиетро, понякога наричан Пиеро или Педро и известен в Испания като Дон Педро (1554 – 1604), военен, генерал и политик.

Освен това има една полусестра от втория брак на баща си и един полубрат и две полусестри от извънбрачните му връзки.

## Биография
Гарция расте трудно и изостава в развитието. За разлика от други потомци на херцога и херцогинята, които се стремят да дадат на децата си добро образование, той има обучителни трудности.
От детството си е подготвян за кариерата на военноморски командир. На 5 юли 1560 г. в Рим папа Пий IV го назначава за почетен командир на флота на Папската държава, а година по-късно херцогът назначава сина си за върховен командир на флота на Флорентинското херцогство, назначавайки лейтенант Бачо Мартели за негов помощник.
През декември 1562 г. 15-годишният Гарция придружава баща си, майка си и братята си – 19-годишният Джовани и 13-годишният Фердинандо до тосканското крайбрежие, за да се качат на кораб за Испания, където вече е най-големият му брат Франческо. Но майка му Елеонора (40 г.), той и двамата му братя се заразяват с малария и всички с изключение на Фердинандо умират в рамките на няколко седмици, за голям ужас на Великия херцог, който губи две от своите деца и многообичаната си съпруга. Гарция умира в Пиза и е погребан в базиликата „Сан Лоренцо“ във Флоренция.
Толкова много внезапни смъртни случаи в семейството на Козимо I веднага събуждат подозрения за семейни драми, които достигат и до Тренския събор. Слуховете касаят предполагаемото убийство на Джовани от Гарция, който по-късно е бил убит на свой ред от Козимо I. Тогава херцогиня Елеонора на свой ред е умряла от разбито сърце. Драмата „Дон Гарсия“ от Виторио Алфиери също се основава на тези слухове. Въпреки това палеопатологичните анализи, извършени върху останките на двамата принцове Медичи и тяхната майка, потвърждава смъртта им от малария – нещо, което вече е засвидетелствано от различни документи в Архивите на Медичите на Княжеството, включително писмо от Козимо I до най-големия му син Франческо от 18 декември 1562 г.
През 1857 г., по време на първоначално проучване на телата на Медичите, тялото му е открито, така: „Трупът на нещастното дете, който открихме превърнат в кости, с кадифена шапка на черепа. Той е облечен в червено сатенено сако, украсено с малки райета, направени със златна нишка, а върху него има сако с ръкави, изработено от същия материал и гарнирано с кадифе в същия цвят. Бричовете са направени по испански обичай, но лентите, които някога са били вързани заедно, висят незашити. Чорапите са износени; от обувките е останала само подметката. В същата кутия бяха намерени фрагменти от друго тяло“.

## Гарция де Медичи в изкуството
Известни са два детски портрета на принца, и двата от Аньоло Брондзино: един ранен, датиран от около 1550 г. и съхраняван в музея Прадо, където е изобразен с цвете в ръка, и един по-късен, от 1555 – 1565 г., който се съхранява в галерия Уфици. Има още един портрет от Джорджо Вазари, който сега е изложен в Палацо Векио – изобразява Гарция с по-големия му брат Джовани.